# Pluvialzeit
Pluvialzeit (bzw. einfach „Pluvial“ von lateinisch pluvia „Regen“) ist ein klimatologischer Begriff zur Bezeichnung einer relativ niederschlagsreichen Zeit und bezeichnet im Allgemeinen verhältnismäßig feuchte Perioden der Erdgeschichte. Der Begriff "Pluvial" für Feuchtzeiten wurde 1884 zum ersten Mal von E. Hull angewandt und später durch den Ausdruck „Interpluvial“ für Trockenzeiten ergänzt. Dabei bezieht man sich oft auf räumlich sehr begrenzte, also regionale Erscheinungen. So werden ehemals durch verstärkte Niederschläge gekennzeichnete Perioden in heutigen Trockengebieten (z. B. in der Sahara) in der Geographie als Pluvialzeiten bezeichnet. Dies gab es in den mediterranen bis tropischen Gebieten Afrikas nördlich des Äquators zuletzt während des Pleistozäns (von vor 1,8 Mio. bis vor etwa 11.500 Jahren). Pluvialzeit wird deshalb als zeitgleich mit den pleistozänen Glazialzeiten gesehen, da der planetarische Westwindgürtel der Nordhemisphäre aufgrund der großen Vereisungen der Nordhalbkugel äquatorwärts gedrückt wurde und mit seinen regenbringenden Winden die nördlichen Randgebiete des subtropischen Wüstengürtels erfasste. Die Pluvialzeit ist in den Trockengebieten gekennzeichnet durch die Herausbildung von meist vier Glacisterrassen beiderseits eines Flusslaufs. Die Pluvialzeiten wechseln sich mit Interpluvialzeiten ab. Da insgesamt die Glazialzeiten/Kaltzeiten auf der Erde weniger feucht waren als die Warmzeiten, wird die Gleichzeitigkeit von Glazialen und Pluvialen in neuerer Zeit mindestens teilweise angezweifelt.  Eine Korrelation der Pluvialzeiten mit Kaltphasen höherer Breiten, wie sie früher vorgenommen wurde, ist aufgrund neuer Forschungsergebnisse nicht allgemein möglich und bleibt umstritten. Das unter den heutigen Wüsten- und Halbwüstengebieten Nordafrikas und der Arabischen Halbinsel vorkommende fossile Wasser dürfte sich allerdings in Pluvialzeiten angesammelt haben.